# Un toro da monta
Un toro da monta è un film del 1976 diretto da Roberto Mauri.

## Trama
Salvatore Frittella è un uomo virile a tutti gli effetti, proprio come il toro che affitta per montare le vacche da ingravidare e con il quale ha un rapporto molto intimo. Non fallisce un colpo, ma purtroppo quando sposa la bella Sabrina è così innamorato e la idealizza a tal punto che non riesce a concludere niente. La cugina Concetta lo aiuterà a superare l'impasse psicologico e a risolvere il problema con metodi ispirati a un libro singolare scritto da un certo professor Von Kazzen.